# 藤田美里
藤田 美里（ふじた みさと、1996年3月10日 - ）は、日本の女子ゴルファー、タレント。所属事務所 crewz。

## 略歴
- 父の薦めで3歳からゴルフを始める。ベストスコアは69。札幌光星高等学校卒業。実姉はプロゴルファーの藤田光里と埼玉県さいたま市立中学校教員の藤田朋美[1][2]。
- 2014年の日本女子ツアー開幕戦として3月7日から3月9日まで開催されたダイキンオーキッドレディスゴルフトーナメントで姉のキャディを務めた[3]。姉はこの大会2日目で予選落ちとなり最終日に進めなかったが、美里はこの時にスカウトされ、芸能界の道を進むこととなる。同年春に北海道から上京し、モデル活動を開始。
- 2014年7月7日発売号『週刊現代』「大注目の「藤田姉妹」にも密着! 女子プロゴルフ 美しき挑戦者たち」にて藤田光里・美里姉妹が掲載（巻頭スペシャルカラー中5ページ）[4]。
- 2014年9月8日発売号『週刊ビッグコミックスピリッツ』「様々なジャンルの女性が、初水着デビューを飾る」（3週企画の第1弾として初表紙＆初水着グラビアデビュー）[5]。
- 2015ミス・インターナショナル日本代表選出大会でミス・ウェブジェニックに選出される[6]。
- 2016年12月に父親の逝去をきっかけに姉と同じプロゴルファーを目指し再始動[1]。
- 2017年、LPGAプロテストに挑戦するも第一次予選で敗退[7]。

## 出演

### テレビ
- Stylish Golf （2014年6月7日 - 6月28日、BS朝日）計4週[8][9][10][11]
- 全力坂 （2014年6月19日深夜、6月30日深夜、テレビ朝日）[12]
- 三井住友VISA太平洋マスターズ 2014 プロアマ （2014年11月16日、TBS）[13]
- ゴルフの真髄 （2015年1月10日、1月17日、テレビ東京）[14][15]
- 朝生ワイド す・またん! （2015年4月10日、讀賣テレビ）[16]
- 新・情報7daysニュースキャスター （2015年5月2日、TBS)   [17]
- 夢対決！とんねるずのスポーツ王は俺だ 2015夏の決戦スペシャル （2015年7月5日、テレビ朝日）[18]
- 山Pのkiss英語 （2015年7月24日、フジテレビ）[19]
- 鈴木啓太のQTチャレンジ（2017年7月1日 ｰ 、テレビ埼玉）レギュラー[20]

### ラジオ
- GREEN JACKET（2017年9月2日 - 9月23日、InterFM897）Hot Shot with GDOコーナーゲスト、計4週[21]

### 雑誌
- 週刊ゴルフダイジェスト （ゴルフダイジェスト社）[22]
- 週刊現代 （講談社）2014年7月[4]
- 週刊ビッグコミックスピリッツ （小学館）2014年9月8日号表紙[5]
- FLASH （光文社）2014年11月[23]
- 週刊ポスト （小学館）2015年3月[24]
- フライデー (雑誌) （講談社）2015年7月[25]
- 週刊プレイボーイ （集英社）2015年[26]
- ワッグル（実業之日本社）2017年8月号[27]

### その他
- OMOHARA CHANNEL #40（2014年7月16日、Ustream）[28]
- Xperia™ presents 吉田尚記 XYZ #69 （2014年8月5日、ニコニコ生放送）ゲスト出演[29]
- 2015ミス・インターナショナル日本代表選出大会 2015ミスウェブジェニック賞受賞[6]
- 横田英治の「５分でわかるドライバー講座」（2015年、ゴルフダイジェストTV）[30]
- ニューズ・オプエド（2015年3月13日）[31]
- Tポイントレディースゴルフトーナメント「2015年注目の女子ゴルファーは？」座談会[32]
- TポイントレディースゴルフトーナメントインターネットLIVE中継 （2015年3月20日 - 3月22日）[32]
- Beauty Queen2015（ゴルフダイジェスト）[22]
- デイリースポーツ（2015年5月6日他）[33]
- Web Sportiva 5月特集「今見るなら、女子ゴルフ」（2015年5月29日）[2]
- X-TREME GOLF CUP 2015（日産自動車）告知動画とイベント出演[34]
- 週刊ジョージア「妄想カノジョ」（2015年9月）[35]
- 神戸コレクション（2015年9月5日）ワンライフモデルオーディションで審査員特別賞[36]
- DHCキレイを磨く！『エクストリームBeauty』(2017年10月11日、DHCテレビ)[37]